# Weston (Maine)
Weston ist eine Town im Aroostook County des Bundesstaates Maine in den Vereinigten Staaten. 
Im Jahr 2020 lebten dort 245 Einwohner in 330 Haushalten auf einer Fläche von 105,0 km².

## Geografie
Nach den Angaben des United States Census Bureaus hat Weston eine Fläche von 105,0 km², wovon 79,3 km² aus Land und 25,7 km² aus Gewässern bestehen.

### Geografische Lage
Weston ist die südöstlichste Town im Aroostook County. Im Osten des Gebietes befindet sich der Grand Lake, durch dessen Mitte die Grenze zu Kanada verläuft. Im Nordwesten liegt der 269 Meter hohe Peekaboo Mountain. Der Brackett Lake im Nordosten und der Falkner Lake im Nordwesten sind die größten Seen auf dem Gebiet der Town, der Longfellow Lake wird vom Gebiet der Town umschlossen, gehört aber nicht zu ihr, ebenso wie Teile des Grand Lakes im Osten. Der  Mattawamkeag River fließt in südliche Richtung durch die nordwestliche Ecke der Town.

### Nachbargemeinden
Alle Entfernungen sind als Luftlinien zwischen den offiziellen Koordinaten der Orte aus der Volkszählung 2010 angegeben.
- Norden: Orient, 4,3 km
- Osten: North Lake Parish, York County (New Brunswick), Kanada, 15,7 km
- Süden: Danforth, Washington County 5,1 km
- Westen: Bancroft, 11,6 km
- Nordwesten: Haynesville, 14,4 km

### Stadtgliederung
In Weston gibt es mehrere Siedlungsgebiete: Butterfield Landing, Croperly Turn, Dark Cove, Roxie (ehemaliges Postamt), Selden, South Weston (ehemaliges Postamt) und Weston.

### Klima
Die mittlere Durchschnittstemperatur in Weston liegt zwischen −11,7 °C (11° Fahrenheit) im Januar und 18,3 °C (65° Fahrenheit) im Juli. Damit ist der Ort gegenüber dem langjährigen Mittel der USA um etwa 10 Grad kühler. Die Schneefälle zwischen Oktober und Mai liegen mit über fünfeinhalb Metern knapp doppelt so hoch wie die mittlere Schneehöhe in den USA, die tägliche Sonnenscheindauer liegt am unteren Rand des Wertespektrums der USA.

## Geschichte
Weston gehörte zum Hampden Academy Grant, zusammen mit dem östlichen Teil des Monroe Gore und dem südlichen Teil von Nelson Tract.
Aufgrund seiner Lage an wichtigen Wasserwegen war das Gebiet des heutigen Weston schon vor der Besiedlung für die einheimische Bevölkerung und für europäischstämmige Fallensteller von Bedeutung. 1803 wurde das Land als Grant offiziell vergeben und unter dem Namen Hampden Academy eingetragen. Es wurde parallel dazu als Baskahegan bekannt, was durch die Reisebeschreibungen von William Butterfield, der das Land auch vermaß, überliefert ist. Die eigentliche Besiedlung fand in den 1820er Jahren statt. 1830 wird die Einwohnerzahl mit 69 Bewohnern in 11 Haushalten angegeben. Am 17. März 1835 wurde die town offiziell unter dem Namen Weston anerkannt. Bis 1907 waren die Ortsgrenzen immer wieder Veränderungen unterworfen. So wurde angrenzendes nicht organisiertes Land im Jahr 1855 Weston hinzugefügt, dafür wurden Gebiete im selben Jahr an Danforth abgegeben. Ein Teil von Bancroft wurde im Jahr 1907 der town Weston hinzugefügt.
Die town bestand lange aus fünf unabhängigen Siedlungen mit einem jeweils eigenen Schulhaus und einer eigenen Post. Bis heute sind die fünf Siedlungen Weston, South Weston, Roxie, Selden und Trout Brook Settlement gut als getrennte Ortsteile zu erkennen. Schule und Post sind heute im benachbarten Danforth. Auch die Feuerwehr, die bis 2012 in Weston eigenständig war, wird heute von Danforth aus betrieben.

### Einwohnerentwicklung
| Volkszählungsergebnisse – Town of Weston, Maine | Volkszählungsergebnisse – Town of Weston, Maine | Volkszählungsergebnisse – Town of Weston, Maine | Volkszählungsergebnisse – Town of Weston, Maine | Volkszählungsergebnisse – Town of Weston, Maine | Volkszählungsergebnisse – Town of Weston, Maine | Volkszählungsergebnisse – Town of Weston, Maine | Volkszählungsergebnisse – Town of Weston, Maine | Volkszählungsergebnisse – Town of Weston, Maine | Volkszählungsergebnisse – Town of Weston, Maine | Volkszählungsergebnisse – Town of Weston, Maine |
| Jahr                                            | 1800                                            | 1810                                            | 1820                                            | 1830                                            | 1840                                            | 1850                                            | 1860                                            | 1870                                            | 1880                                            | 1890                                            |
| ----------------------------------------------- | ----------------------------------------------- | ----------------------------------------------- | ----------------------------------------------- | ----------------------------------------------- | ----------------------------------------------- | ----------------------------------------------- | ----------------------------------------------- | ----------------------------------------------- | ----------------------------------------------- | ----------------------------------------------- |
| Einwohner                                       |                                                 |                                                 |                                                 |                                                 | 249                                             | 293                                             | 394                                             | 394                                             | 417                                             | 404                                             |
| Jahr                                            | 1900                                            | 1910                                            | 1920                                            | 1930                                            | 1940                                            | 1950                                            | 1960                                            | 1970                                            | 1980                                            | 1990                                            |
| Einwohner                                       | 367                                             | 390                                             | 433                                             | 323                                             | 328                                             | 248                                             | 202                                             | 162                                             | 155                                             | 207                                             |
| Jahr                                            | 2000                                            | 2010                                            | 2020                                            | 2030                                            | 2040                                            | 2050                                            | 2060                                            | 2070                                            | 2080                                            | 2090                                            |
| Einwohner                                       | 203                                             | 228                                             | 245                                             |                                                 |                                                 |                                                 |                                                 |                                                 |                                                 |                                                 |

## Wirtschaft und Infrastruktur

### Verkehr
Durch Weston führt in Nord-Süd-Richtung der U.S. Highway 1, der die Town mit der Bezirkshauptstadt Houlton und mit der Grenzstadt Calais verbindet. Der nächstgelegene Flughafen mit Linienflugangebot befindet sich in Presque Isle.

### Öffentliche Einrichtungen
Weston besitzt keine eigene Bücherei. Die nächstgelegene ist die Cary Library in Houlton.
Es gibt kein Krankenhaus und keine medizinische Einrichtung in Weston. Das nächstgelegene Krankenhaus für Weston und die Region befindet sich in Danforth.

### Bildung
Weston gehört mit Danforth zur Regional School Unit 84; Msad 14. In Danforth steht den Schulkindern des Bezirks die East Grand School mit Klassen von Pre-Kindergarten bis zum 12. Schuljahr zur Verfügung. Die Schule wird von etwa 150 Schulkindern besucht.